# デッドスペース エクストラクション
『デッドスペース エクストラクション』（Dead Space: Extraction）は、Visceral Gamesが開発し、エレクトロニック・アーツから2009年10月1日に発売されたWii用ガンシューティングゲームで、プレイステーション3、Xbox 360、Windows用サードパーソン・シューティングゲーム『DEAD SPACE』（日本未発売）の前日譚を描いた続編である。

## 概要
TPSだった前作と異なり今作はガンシューティングゲームとなっている。これにより射撃やアイテム取得などに操作が単純化されたことで、ゲームの方向性としてはより幅広いユーザーに受け入れやすいものとなっている。前作『DEAD SPACE』で取り入れられた「戦略的部位切断」のルールが継承されており、変異した生命体「ネクロモーフ」に関しては頭部や胴体よりも、手足を切断することで大きいダメージを与えることができる。
ステージ構成は前作と深く関連しており、エリアのほぼ半分は前作で登場した場所を、逆方向へと進んでいく。アイテムボックスの配置、施設破損の様子など「なぜ前作であのようになっていたか」がわかるシーンも多く用意されている。なお、前作での重要設備「STORE」に関してはただの壁となっており、利用することはできない。
日本版ではネクロモーフ以外、人間の容姿である登場キャラクターついて一切の欠損描写が出来ない設定にされており、終盤である主要人物の生死に関わる局面のシーンですら丸々カットされている。なお敵キャラクターの死体がすぐに消えてしまう（追い打ち行為が出来ない）のはWiiがプレイステーション3やXbox 360に比べメモリ容量が少ない為である。
2011年にはPS3専用ソフトとしてHDでリメイクされ、ダウンロード販売された（日本未発売）。また『Dead Space 2』のPS3版のCollector’s EditionとLimited Edition（初回限定版）には特典として収録されている（通常版には体験版が収録）。PlayStation Moveに対応。日本版に比べ人間に関する欠損描写や特定のシーンに関してもノーカットでプレイ可能である。

## ストーリー
地球資源が枯渇し、宇宙開拓が行われている未来。イージス星系「AEGIS 7」で採掘を行っていた惑星採掘船「USGイシムラ」と地上コロニーは、謎の鉱石から発せられた衝撃波に襲われた。その直後から起き始めた奇病、殺戮、そして異形の生物への変貌。混乱の中、生存者達のサバイバルが始まる。

## 武器
リベットガン
威力や性能にこれといった特徴は無いが、弾薬の数は無制限。セカンダリ攻撃はBボタンを押し続けてチャージすることで、威力を増大できる。
惑星警察制式拳銃
弾速が速く連射が効く。セカンダリ攻撃は同時に3発の弾丸を撃ち出すことができるが、メイン攻撃に比べて弾速が落ちて下がってしまう。
プラズマカッター
非常に弾速が速く、威力も高い。メイン攻撃では横長、セカンダリ攻撃では縦長のビームを射出する。装弾数が少なめなので、リロードのタイミングが重要。
パルスライフル
オート射撃が可能な、高い連射速度を誇る。装弾数も多く、短い時間に多くの弾丸を撃つことができる。セカンダリ攻撃は一度に10発の弾丸を発射できるが、チャージが必要。
ラインガン
幅広のビームを撃ち出す。攻撃範囲が広く、集団の敵を一掃するときに向いている。セカンダリ攻撃は、時限式の地雷をセットし、一定時間後に爆発して周辺の敵を攻撃する。
火炎放射器
弾丸のかわりに炎を撃ち出す。撃ち出された炎が床に着弾すると、一定時間燃え続け、周辺の敵にダメージを与える。セカンダリ攻撃では、爆発する炎を撃ち出し、周囲の敵にダメージを与える。
アーク溶接銃
電撃を撃ち出す。Bボタンを押し続けると、持続的に電撃を浴びせることができる。セカンダリ攻撃は電撃の固まりを発射する。比較的弾速は遅めだが、広い攻撃範囲と高い威力を誇る。
リッパー
ノコギリ状の弾丸を撃ち出す。Bボタンを押し続けると画面上にとどまり続け、さらにWiiリモコンで誘導ができる。セカンダリ攻撃の場合は、前方にノコギリ状の刃を射出する。
フォースガン
威重力子を放出し、周辺の敵をはじき飛ばして攻撃する。セカンダリ攻撃では、遅延式の重力子グレネードを射出する。グレネードは一定時間経過後に爆発して、周辺の敵にダメージを与える。
コンタクトビーム
チャージが必要になるものの、高威力の攻撃を放つことができる。セカンダリ攻撃では爆風で周辺の敵にダメージを与える、非常に広範囲な攻撃となる。
レーザー・ピック
唯一の近接武器であり、近づいてくる敵相手に足止めとして攻撃を行えるほか、道を塞ぐ薄い肉壁等を切り裂き先へ進む事も出来る。

## 登場人物
Sam Caldwell（サム・キャドウェル）
発掘されたRed Marker（Marker 3A）の発掘業務を行っていた技師の一人。身近にMarkerが存在した為か早い段階で幻覚や幻聴を覚えるようになり、英語が別の言語で書かれているように見えていた程であった。職種として近い為か着ているスーツはアイザックが着用していた物と同じタイプだが、ヘルメットのデザインが違い、顔が見える作りになっている。チャプター1の操作キャラ。
Nathan McNeill（ネイサン・マクニール）
ほぼ全てのチャプターで操作する事になる実質的な主人公。作業場で暴れ、他の同僚達の多数を殺していたサムを治安上やむを得ず殺してしまう。その事の負い目が後にサムの恋人レクシーンを助ける契機となった。
Gabe Weller（ゲイブ・ウェラー）
石村の警備部長で階級は軍曹。多発する暴動、殺人事件に対処する為ネイサンと共にコロニー内で治安維持活動を行っていたが、あまりの危機的事態に収拾が付けられなくなり、ネクロモーフの活動によりコロニーから石村への脱出を試みる。チャプター8と10の操作キャラ。
Lexine Murdoch（レクシーン・マードック）
サムの恋人であった地球生まれの女性。恋人であるサムの死と父の失踪に疑問を感じ、コロニー内で起こっている事を調べようとした際にネクロモーフ達に襲われる。偶然ネイサン達に助けられ、以降行動を共にする。何故か精神汚染を受けておらず、彼女の近くにいる事で他の人間も精神汚染から防御されている。
Warren Eckhardt（ウォーレン・エックハルト）
事件の勃発数週間前に石村に赴任してきたコロニー採掘部門取締役員。人事異動も担当し、Markerの発見から大規模な人事異動を行い、主要部門にユニトロジー信者が多数配属される事となった。
Nicole Brennan（ニコール・ブレナン）
石村内で出会うドクターの一人。主人公達コロニーから逃げてきた生存者達を調査するため足止めをしたりもするが、基本的には協力的で生存者達を助けようと奮闘する。前作『DEAD SPACE』の主人公であるアイザック・クラークの恋人。
Catherine Howel（カレン（本来はキャサリン）・ハウエル）
石村の主任農業技術者であり、ドクターでもある。チャプター7の操作キャラ。

## 敵キャラクター
精神異常者
Markerの影響で凶暴化したコロニー内の住民達。多発する暴力殺傷事件の原因であり、結果としてコロニーは崩壊する事となる。まだ異常がない主人公達を襲ってくる。ネクロモーフではないので、部位欠損などの表現が無い（海外版では存在する）。
Slasher
前作（時間軸的には未来）から登場する一般的な敵。近づいて両腕の爪で攻撃すると言う行動は同じ。強力な溶解酸を吐き飛ばしてくる女性タイプも存在する。
Leaper
前作（時間軸的には未来）から登場する敵の一種。足がなく両腕で這いずりながら尻尾を振り回し攻撃してくる。
Lurker
前作（時間軸的には未来）から登場する敵の一種。胎児の死体のネクロモーフで、小さい体ながら顔面に飛びかかって攻撃してくる。また背中から生える三本の触手から錐状の弾丸を発射して攻撃してくる。
Exploder
前作（時間軸的には未来）から登場する敵の一種。肥大化した左腕は被弾すると爆発する仕組みになっており、他の敵をうまくまとめれば多数を巻き添えに出来る。
Infector
前作（時間軸的には未来）から登場する敵の一種。飛行しながら人間の死体に取り付き、Slasherとして蘇らせてくる。死体が無い場合は飛びかかって襲ってくる。
Swarm
前作（時間軸的には未来）から登場する敵の一種。蛭のような小型の敵でこちらめがけて飛びつき噛み付いて攻撃をしてくる。一体一体の耐久力は低いが集団で襲われると脅威である。
Pregnant
前作（時間軸的には未来）から登場する敵の一種。文字通り腹が異様に膨れた妊婦型のSlasherで、胴体を攻撃すると腹部が破れSwarmが飛び出してくる。
Grabber
今作オリジナルのネクロモーフで、死体である人間の胴体部分が動かない状態で、頭だけ残した蛇のように動き噛み付いて襲いかかる。噛み付かれている間はボタン操作で振りほどける。
Flyer
今作オリジナルのネクロモーフで、頭にエイヒレのような翼と尻尾が付いた姿をおり、飛行しながらこちらに向かって襲いかかる。Infectorと間違えやすいが飛行の仕方が異なるため見分けは可能。
Urchin
今作オリジナルのネクロモーフで蛸とも蜘蛛ともとれる非常に巨大なネクロモーフ。名前の意味は「いたずらっ子、わんぱく小僧」。下水施設で大量の汚物などを取り入れてここまで巨大化したようであり、大きな触手を使って攻撃を行い、振り回す以外にも、鋭い切っ先で刺したり、捕まえて胴体部の巨大な口に放り込もうとする。後に成長しSpiderとして再登場し、足の代わりに触手で動き回る事も可能なようになっている。角度によって見えないがその触手自体に弱点部があり、攻撃を当てれば相手の攻撃もキャンセル出来る。
Brute
前作（時間軸的には未来）から登場する敵の一種。非常に大きく頑丈な体で四足歩行による俊敏な動作による体当たりを行う。弱点は背中であるため。動きを鈍らせ背後をとる戦法が重要視される。
Hive Mind
前作（時間軸的には未来）に登場するラスボスであるが、実際に戦闘を行う事はなく、脱出の際のほんの僅かな間脱出を妨害しようとするその全貌を垣間みる事が出来るだけである。

## チャプター
全10チャプターでありそれぞれのシナリオごとに話が進んでいく。操作キャラが続投する事もあれば、違う操作キャラになる事もある。前作と同じくチャプターの頭文字を取ると意味のある言葉になる。
- Chapter 1 "Worlds Apart"
- Chapter 2 "Another Day at the Office"
- Chapter 3 "Return to the Megavents"
- Chapter 4 "Rendezvous with Fate"
- Chapter 5 "Emergency Care"
- Chapter 6 "Nowhere to Hide"
- Chapter 7 "Life and Death"
- Chapter 8 "In the Hearts of Men"
- Chapter 9 "Escaping the Ishimura"
- Chapter 10 "Secrets and Salvation"